# Christian-Albert de Holstein-Gottorp
Pour les autres membres de la famille, voir Maison de Holstein-Gottorp.
Christian-Albert de Holstein-Gottorp (en allemand : Christian Albrecht von Holstein-Gottorf), né le 13 février 1641 à Gottorf et mort le 6 janvier 1695 à Gottorp, est prince-évêque de Lübeck de 1655 à 1666 et duc de Schleswig-Holstein-Gottorp de 1659 à 1695.

## Famille
Il est le fils de Frédéric III de Holstein-Gottorp et de Marie-Élisabeth de Saxe.

### Mariage et descendance

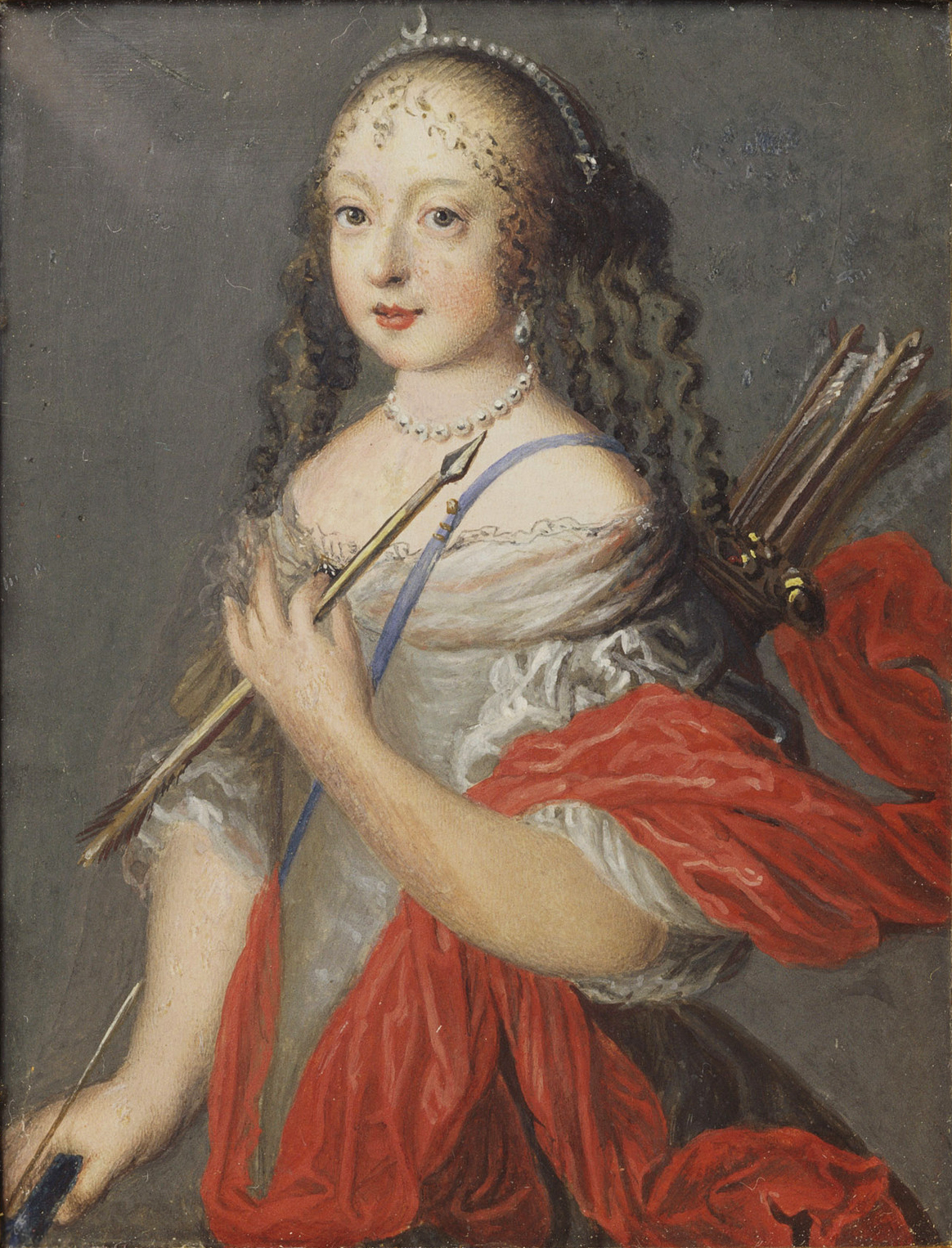
Frédérique-Amélie de Danemark

Le 24 octobre 1667, Christian-Albert de Holstein-Gottorp épouse Frédérique-Amélie de Danemark (1649-1704), fille de Frédéric III de Danemark et de Sophie-Amélie de Brunswick-Calenberg.
Quatre enfants sont nés de cette union :
- Sophie-Amélie de Holstein-Gottorp (1670-1710), en 1695, elle épousa le duc Auguste-Guillaume de Brunswick-Wolfenbüttel (1662-1731)
- Frédéric IV de Holstein-Gottorp, duc de Schleswig-Holstein-Gottorp, père du duc Charles-Frédéric dont le fils fut le tsar Pierre III, d'où la suite des Romanov
- Christian-Auguste de Holstein-Gottorp, régent de Schleswig-Holstein-Gottorp, prince d'Eutin, père entre autres du roi de Suède Adolphe-Frédéric, du Ier duc d'Oldenbourg Frédéric-Auguste, et de leur benjamin Georges-Louis
- Marie-Élisabeth de Holstein-Gottorp (1678-1755), elle fut abbesse de Quedlinbourg.

## Biographie
Christian-Albert de Holstein-Gottorp succéda à son père mort au château de Tönning alors assiégé par les troupes de Frédéric III de Danemark. Le règne de Christian-Albert de Holstein-Gottorp fut marqué par sa lutte contre le Danemark. Son mariage avec la princesse Frédérique de Danemark lui fit espérer la paix, mais ce fut en vain. Pendant son règne, l'alliance avec la Suède commencée par son père fut renforcée, mais ce lien étroit précipita la Maison d'Holstein-Gottorp dans tous les conflits de la Suède y compris la première guerre du Nord (1655-1661) et la guerre contre le Danemark.
De 1675 à 1679 et de 1684 à 1689, Christian-Albert de Holstein-Gottorp vécut exilé à Hambourg. Cependant, grâce à l'aide de Léopold Ier du Saint-Empire et de leurs alliés, le roi Christian V de Danemark dut signer l'Altonær Vergleich, ce qui permit à Christian-Albert de Holstein-Gottorp de remonter sur son trône.
Le 5 octobre 1665, Christian-Albert de Holstein-Gottorp fonda l'Université de Kiel. Le peintre Jürgen Fours travailla pendant plus de trente années pour lui et son père. En 1678, Christian-Albert de Holstein-Gottorp participa à la construction de l'opéra de Hambourg.
Le 24 octobre 1667, il est fait chevalier de l'Ordre de l'Éléphant par le roi Frédéric III de Danemark.
Christian-Albert de Holstein-Gottorp est l'arrière-grand-père de Pierre III de Russie.

## Généalogie
Christian-Albert de Holstein-Gottorp appartient à la première branche de la Maison d'Oldenbourg-Gottorp issue de la première branche de la Maison d'Oldenbourg. Il est l'ascendant de l'actuel chef de la Maison impériale de Russie le grand-duc Nicolas Romanovitch, du prince Antoine Gunther d'Oldenbourg.